# 台灣桂竹
台灣桂竹，禾本科毛竹屬。本种以日本植物学家牧野富太郎（Makino Tomitarō）的名字命名。分布於台灣中北部海拔100~1500公尺地區的散生竹種，中國之閩浙江亦產。桿高達10m，直徑3~10cm，節間長12~40公分，光滑，壁厚約5mm。節有兩個明顯的環，上環起較高，表皮堅硬。籜葉披針形，先端略尖。幼桿呈粉綠色，後變深綠，一旦年老則轉變為棕綠色；地下莖多為實心，根莖橫走繁生。
竹桿表皮堅硬，桿肉厚0.4~1cm，在各類竹材中抗彎強度最大，最適劈成竹篾製作竹編器具，早年在台灣被用來製成米籃、畚箕、魚簍等生活必需品。而且桂竹用途甚廣，還可以當作包管家具的材料，筍亦可食用。加上繁殖迅速，覆蓋面積頗廣，長年是台灣的重要經濟作物。